# Nefoncerus convergens
Nefoncerus convergens är en skalbaggsart som beskrevs av Horn 1894. Nefoncerus convergens ingår i släktet Nefoncerus och familjen Melolonthidae. Inga underarter finns listade i Catalogue of Life.